# Obłok Magellana (powieść)
Obłok Magellana – powieść fantastycznonaukowa autorstwa Stanisława Lema wydana po raz pierwszy w 1955 roku. Obszerne fragmenty powieści były wcześniej drukowane w odcinkach w czasopiśmie "Przekrój" w latach 1953–1954, z nigdy niewznawianymi potem ilustracjami Jerzego Skarżyńskiego.
Tematyka powieści dotyczy trudności z psychicznym wytrzymaniem trudów podróży kosmicznej oraz prób porozumienia się z obcą cywilizacją.

## Opis fabuły
Książka wykorzystuje motyw statku-arki. Akcja dzieje się w przyszłości odległej o około 1000 lat. Na Ziemi panuje ogólnoświatowy komunizm. Ludzkość podejmuje pierwszą wyprawę międzygwiezdną do układu Alfa Centauri. Podróż olbrzymim statkiem kosmicznym z załogą liczącą 227 osób trwa ponad 8 lat w jedną stronę. W trakcie podróży pasażerowie zmagają się głównie ze swoją psychiką, ponieważ przebywają nieustannie w zamkniętym pojeździe pędzącym z połową prędkości światła, otoczeni jedynie próżnią. Po przybyciu na miejsce okazuje się, że wcześniej dotarła tam stara stacja kosmiczna, która w wyniku wypadku opuściła orbitę Ziemi pod koniec XX wieku. Była to amerykańska wojskowa baza kosmiczna przenosząca rakiety atomowe oraz broń biologiczną. Załoga postanawia zniszczyć broń wraz ze stacją. Następnie odkrywcy wysyłają na pobliską planetę zwiad w postaci 31 wahadłowców. Pojazdy zostają jednak uznane przez mieszkańców Alfa Centauri za broń i część z nich zostaje zniszczona z powodu podobieństwa do rakiet z bombami ze starej stacji kosmicznej. Do eskalacji konfliktu jednak nie dochodzi.
Narratorem jest lekarz, uczestnik wyprawy. Samotnik i egoista, wspinacz, maratończyk dojrzewa emocjonalnie w trakcie wieloletniej podróży odkrywając ponadczasową wartość miłości i przyjaźni.
Ponieważ cybernetyka była potępiana przez władze jako nauka imperialistyczna, Lem nazwał ją na potrzeby książki "mechaneurystyką".
Autor używa tu neologizmów, opisując świat przyszłości, jak: gyromat (automat rekonstruujący przeszłość), organowiec (środek komunikacji), meteotechnika (kontrola klimatu), ścieracz (automat wycierający twarz chirurga w czasie operacji), a także używa znanych zwrotów w nowych kontekstach: dworzec rakietowy, grodzie atomowe, kapitan gwiazdowy, wybiegi rakiet.

## Odbiór
Antoni Smuszkiewicz określa powieść jako „przepojoną optymizmem”. Pisze, że w utworze nie brakuje aluzji do współczesnych czasów (imperializm amerykański). Autor posługuje się tu jeszcze tradycyjnymi narzędziami wczesnej fantastyki powojennej – opisuje pionierskie przedsięwzięcie (tu pierwszy lot poza Układ Słoneczny), narratorem czyni któregoś z dobrze poinformowanych członków ekipy (tu – lekarza wyprawy), a także załącza słowniczek terminów technicznych.
Andrzej Stoff określa powieść jako klasyczną, ale konstatuje, że – podobnie jak w Astronautach – razi w niej „prymitywizm tendencji ideologicznych”, „zbanalizowany arsenał chwytów i środków artystycznych” oraz „naiwnie staroświeckie pomysły techniczne”. Krytyk ocenia, że Lem rozliczył się z Obłokiem Magellana w późniejszej powieści Powrocie z gwiazd. W przeciwieństwie do optymistycznych rekwizytów Obłoku („luksusowy gwiazdolot”, „patetyczne słowa o duchowej łączności z Ziemią”) tutaj powrotowi astronautów towarzyszy kompletny brak zainteresowania ze strony Ziemian, zaś sam lot we wspomnieniach Hala Bregga, jest „nieprzerwanym pasmem ryzykownych i dramatycznych sytuacji, katastrof”. 
Sam autor wyznał, że spośród utworów swojego autorstwa stawia powieść na najniższym poziomie, razem z Astronautami i tomem Sezam i inne opowiadania, zwłaszcza pod względem językowym. Wspomina w rozmowie ze Stanisławem Beresiem: „w czasie pisania tej książki chodziłem z zeszytem, w którym zapisywałem kwiecie stylistyczne, które właśnie wymyśliłem i bałem się zapomnieć”. Napomyka także, że był ówcześnie pod wpływem twórczości Rilkego, więc stylistyka powieści nosiła  ślad wpływów tego poety.

## Ekranizacja
Na podstawie powieści powstał w 1963 film produkcji czechosłowackiej Ikaria XB 1 (Ikarie XB 1) w reżyserii Jindřicha Poláka. Jednak w napisach końcowych nie wspomniano o podstawie scenariusza.